# Свети Атанасий (Сикия)
Вижте пояснителната страница за други значения на Свети Атанасий.
„Свети Атанасий“ (на гръцки: Άγιος Αθανάσιος Συκιάς) е възрожденска православна църква, разположена в Сикия на полуостров Ситония.

## Местоположение
Църквата е разположена на хълм в северната част на Сикия.

## История
Храмът е изграден от 1814 до 1819 година, отбелязано в надпис на мраморна плоча над централния вход – „ΕΤΟC 1819“. По време на Халкидическото въстание в 1821 година е изгорена. Възстановена е в 1839 година от местните жители с финансовата подкрепа на Света гора. Отново изгаря по време на въстанието от 1854 година на Цамис Каратасос. След въстанието обаче Каратасос в 1861 година изпраща пари за възстановяването на храма и той е обновен.

## Архитектура
Трикорабната базилика е изградена от гранит и има керамопластика около прозорците. В интериора има дървен таван и резбован дървен иконостас от 1703 година и резбовани владишки трон, амвон и проскинитарии от началото на XVIII век. Повечето от тях са дар от светогорски монаси с произход от Сикия. Иконите са от началото на XVII век до началото на XX век. На северозапад е издигната каменна камбанария. Характерна е и зидарията, особено в западната част. В непосредствена близост до църквата е старото селско училище с каменни колони, построено през 1870 година.
В 2001 година църквата е обявена за паметник на културата.